# Saber Mansouri
Pour les articles homonymes, voir Mansouri.
Saber Mansouri, né en 1971 à Nefza, est un écrivain tunisien.

## Biographie
Helléniste et arabisant, il habite Paris. Il donne des cours à l'École pratique des hautes études, et a aussi enseigné l'histoire ancienne à l'Institut catholique de Paris. Il dirige une collection chez Fayard.
Il a publié des essais et des romans.

## Œuvres

### Essais
- La Démocratie athénienne, une affaire d’oisifs ? : Travail et participation politique au IVe siècle avant J.-C., Bruxelles, André Versaille, coll. « Histoire », 2010, 269 p. (ISBN 978-2-87495-019-3)[3].
- L’Islam confisqué : manifeste pour un sujet libéré, Arles, Actes Sud, coll. « L’actuel », 2010, 163 p. (ISBN 978-2-7427-9133-0).
- Athènes vue par ses métèques (Ve – IVe siècle av. J.-C.), Paris, Éditions Tallandier, 2011, 188 p. (ISBN 978-2-8473-4756-2).
- Tu deviendras un Français accompli : oracle, Paris, Éditions Tallandier, 2011, 120 p. (ISBN 978-2-84734-820-0).
- La France est à refaire : histoire d'une renaissance qui vient, Paris, Passés Composés, 2020, 156 p. (ISBN 978-2-3793-3039-1).
- Un printemps sans le peuple : une histoire arabe usurpée, Paris, Passés Composés, 2022, 224 p. (ISBN 978-2-3793-3717-8).
- Quand la France perd le Sud et les siens, Paris, Passés Composés, 2024, 272 p. (ISBN 979-1-0404-0032-5).

### Romans
- Je suis né huit fois, Paris, Éditions du Seuil, coll. « Cadre rouge », 2013, 336 p. (ISBN 978-2-02-109970-6)[4].
- Une femme sans écriture, Paris, Éditions du Seuil, coll. « Cadre rouge », 2017, 349 p. (ISBN 978-2-02-131290-4)[5].